# Palacio de la Exposición
El Palacio de la Exposición es tal vez el mejor ejemplo de la arquitectura ecléctica limeña. Fue construido en el siglo XIX, junto con el Parque de la Exposición, con el objetivo principal de servir de centro de exhibición de los productos naturales del país, así como de maquinarias, plantas y objetos importados, y para albergar la Exposición Nacional de 1872. 
El edificio, que desde 1961 alberga al Museo de Arte de Lima, está ubicado en el paseo Colón cerca al centro de Lima, la capital del Perú.

## Historia
La construcción del edificio se dio conjuntamente con el Parque de la Exposición y fue ordenada, mediante decreto, por el presidente José Balta el 2 de agosto de 1869 para la gran exposición de Lima que se iba a realizar con motivo de los cincuenta años de la Independencia del Perú y en la que se demostrara el grado de adelanto material a que había llegado el Perú en esa época.
Los planos fueron encargados a la Casa Eiffel y la construcción del edificio se llevó a cabo entre los años de 1870 y 1871. Sobre un rectángulo de 80 metros de largo por 54 de ancho se levantó el palacio propiamente dicho. Para la construcción de todo este conjunto magnificente de la Lima Republicana del siglo XIX se adquirieron 56 830 m² del fundo San Martín, una parcela del fundo de Santa Beatriz y parte de la huerta de Matamandinga que en total sumaron 192 000 m².

### Inauguración

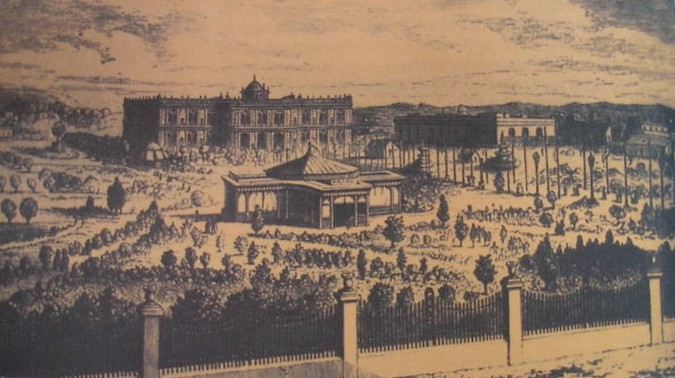
Vista de los jardines y el Palacio de la Exposición, cuya construcción fue ordenada mediante decreto del presidente José Balta el 2 de agosto de 1869.

El 1 de julio de 1872 se inauguraron tanto el parque como el palacio dando lugar a la Exposición Internacional de Lima, promovida por Manuel Atanasio Fuentes, en la cual se exhibieron productos naturales, agrícolas y manufacturados de todo el país; plantas y animales de todas clases, maquinarias diversas y otros objetos fruto del intelecto humano.

### Usos posteriores
Allí se expuso el famoso reloj del teniente coronel de Ingeniería, Pedro Ruiz Gallo, que se constituyó en el mayor atractivo de la exposición. Luego de dicho evento, el palacio se convirtió en sede de la Sociedad de Bellas Artes del país hasta la Guerra del Pacífico. Antes de la invasión, el edificio fue utilizado como hospital de sangre y, luego de la invasión chilena fue utilizado como cuartel para las tropas invasoras hasta su desocupación en 1883, habiendo sido saqueado y casi destruido por estas.
Del palacio los invasores se llevaron: el reloj construido por Pedro Ruiz Gallo, cuatro leones de mármol que flanqueaban las entradas al Palacio, y que hoy están en la Plaza de los Leones de Santiago de Chile, estatuas de mármol, figuras y jarrones, Las estatuas de bronce que hoy adornan el Parque Forestal de Santiago de Chile y las rejas que cercaban el palacio. En 1889 el Estado Peruano cedió el edificio al Concejo Provincial de Lima.
Luego varias instituciones lo ocuparon desde 1905, así el Palacio fue sede del Museo Nacional de Arqueología, Antropología e Historia, del Ministerio de Fomento, de la Cámara de Diputados, de la Dirección de Tráfico y Rodaje, del Ministerio de Agricultura, del Jurado Electoral y, finalmente, de la Municipalidad Metropolitana de Lima luego de que su edificio se incendiara el 3 de noviembre de 1923. El edificio fue restaurado varias veces y acondicionado para diversos eventos artísticos, respetándose su prestancia y estilo primigenio.

### Museo de Arte de Lima

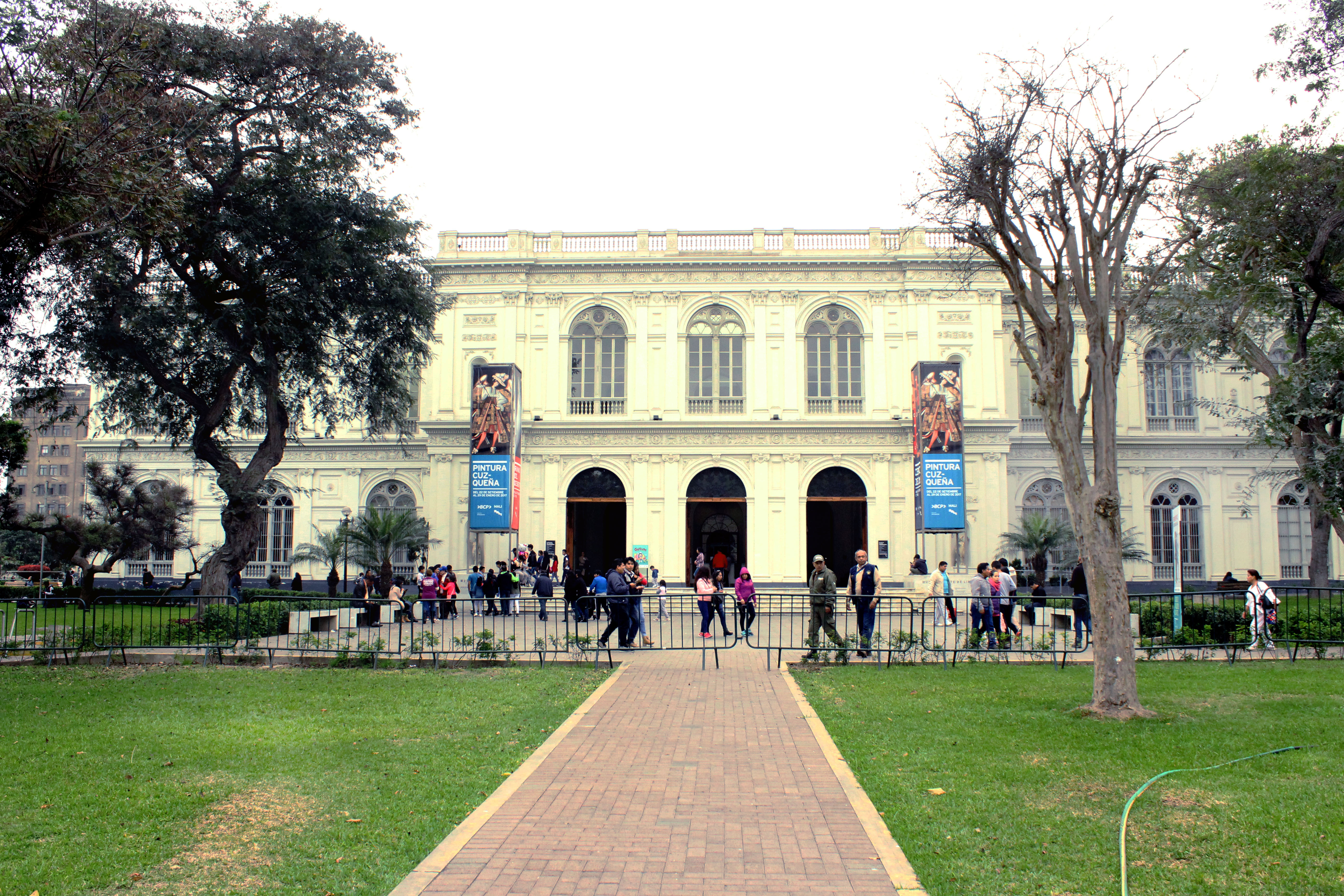
El Palacio de la Exposición como sede del Museo de Arte de Lima.

Hallándose el palacio en no muy buenas condiciones, y siendo necesaria su restauración, en 1954 la Municipalidad de Lima lo cedió, en comodato renovable, al Patronato de las Artes para que ahí funcione el futuro Museo de Arte de Lima habiendo sus directivos gestionado su remodelación ante la Unesco la cual prestó su colaboración, enviando al arquitecto Hans Aspland y al museólogo Alfred Westhaen, para realizar la reconstrucción y adaptar el edificio antiguo con las necesidades de un Museo de Arte acondicionado con los últimos adelantos técnicos que incluyeron estructuras indispensables para un auditorio y así poder ofrecer conciertos, películas, funciones teatrales y de ese modo cumplir con una tarea básica del museo: educar.
En 1956 se elaboró un proyecto integral de restauración y puesta en valor del edificio, llevado a cabo por los arquitectos José García Bryce y Héctor Velarde y el ingeniero Ricardo Valencia. La restauración se inició en marzo de 1956 y comprendió: el revestimiento total de sus paredes con material incombustible, nueva instalación eléctrica, reforzamiento de vigas de acero de los techos, instalación de parquet en el segundo piso en un área de 2500 m².
Para estas obras el patronato contó con la colaboración de los gobiernos del Perú y Francia. En septiembre de 1956 el Patronato tomó la posesión del edificio, En 1957 se presentó en este edificio la Exposición Francesa. El Museo de Arte de Lima se inauguró en 1959, y fue puesto al servicio del público el 10 de marzo de 1961 empezando oficialmente sus labores en junio de ese mismo año.

## Descripción

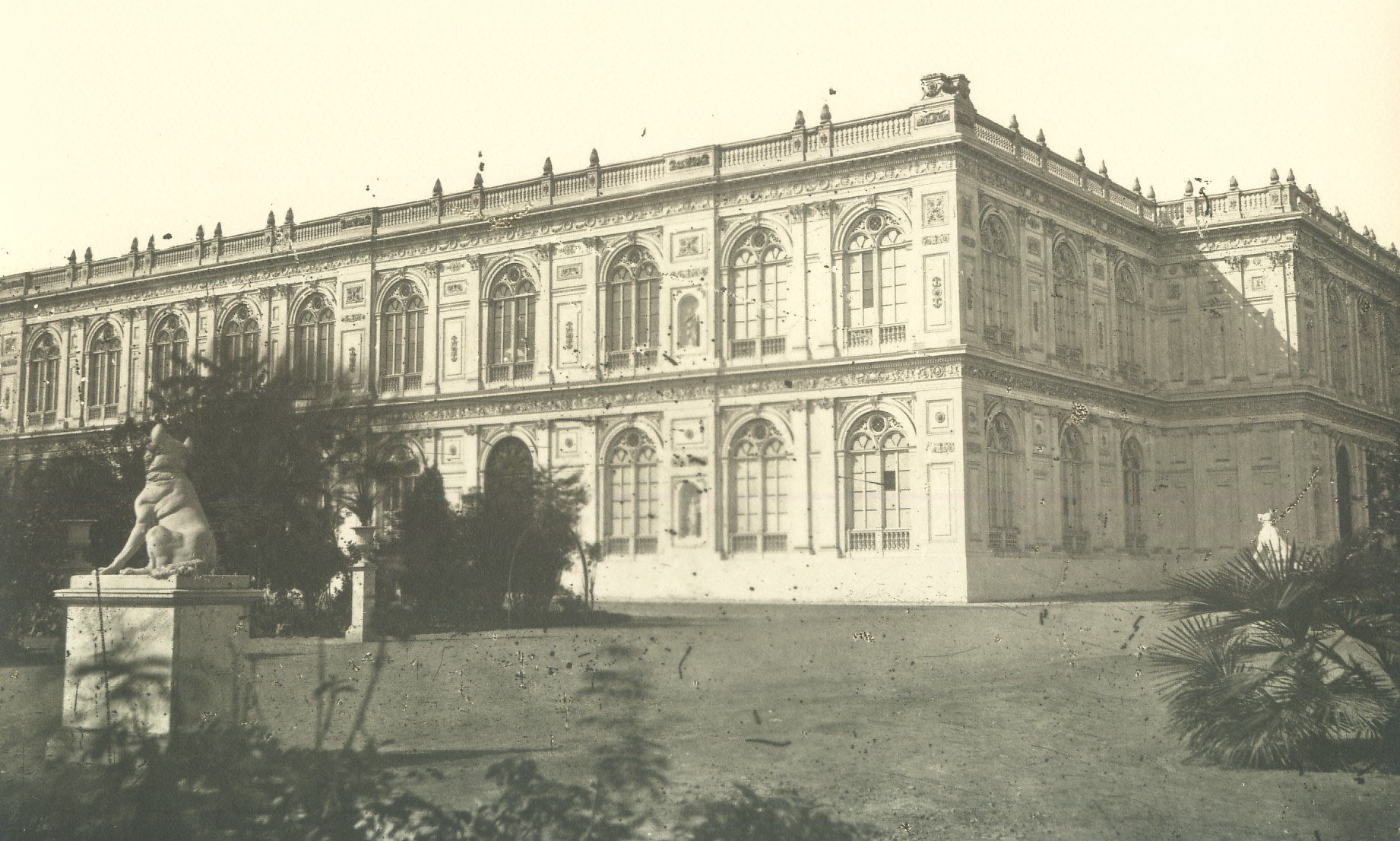
Arquitectura exterior de las partes lateral izquierda y posterior del Palacio de la Exposición. Puede verse una de las estatuas de animales que lo adornaban.

Su diseño, de estilo neoclásico afrancesado y neorrenacentista, y su construcción estuvieron a cargo del arquitecto italiano Antonio Leonardi e intervinieron Luis Sadá y Manuel Atanasio Fuentes. El exterior del palacio tiene características neorenacentistas, inspiradas en la arquitectura veneciana y francesa; distinguía su estructura el empleo de grandes columnas de hierro fundido que atraviesan sus dos pisos, de ladrillo el primero y quincha el segundo, siendo por esta razón que se le considera un edificio precursor en América Latina ya que fue una de las más tempranas obras hechas con la nueva técnica de construcción en fierro.
En Francia se encargaron las columnas estructurales de fierro, que son atribuidas a la Casa Eiffel, y en otros países europeos, mármoles, muebles y valiosos objetos de arte. En el Palacio de la Exposición coexisten, como en los palacios europeos de esos años, una estructura modular con columnas metálicas y fachadas de estilo renacentista, inspiradas en los palacios de Versalles en París y Vendramin en Venecia.
En cuanto a su aspecto exterior, este acompaña, con sus elegantes arcos de medio punto, el ritmo de la estructura interna, por medio de una arquitectura donde el estilo renacentista veneciano es elocuente al hacer recordar elementos y motivos característicos del Palacio Vendramin de fines del siglo XV. Con el parque adyacente fue diseñado un conjunto de jardines a la francesa, con fuentes, lagos y pequeños pabellones de arquitectura exótica: venecianos, bizantinos y moriscos.